# Tenet (együttes)
A Tenet egy thrash/death metal együttes Amerikából. 1996-ban alapította Jed Simon, aki korábban a Strapping Young Lad és Zimmers Hole zenekarok tagja volt. Lemezeiket a Century Media Records kiadó dobja piacra. A TENET soraiban szerepel még Gene Hoglan a Dark Angelből, illetve Steve Souza az Exodusból. Eddig egy nagylemezt jelentettek meg.

## Tagok
- Jed Simon - gitár
- Glen Alvelais - gitár
- Byron Stroud - basszusgitár
- Gene Hoglan - dobok
- Steve Souza - éneklés

## Diszkográfia
- Sovereign (nagylemez, 2009)